# Momie (enseigne)
Ne doit pas être confondu avec Momie.
Pour l’article ayant un titre homophone, voir Mommy.
Momie est, à l'origine, une librairie spécialisée dans la vente d'albums de bande dessinée, de manga et de comics créée à Grenoble sous le nom de la société Momie Folie, en 1985. Au fil du temps, celle-ci s'est agrandie. Parallèlement à cette activité, une première galerie d'art entièrement consacré à la bande dessinée a été créée par cette librairie grenobloise en 2022. 
D'autres librairies de ce même nom et le même type d'organisation et de présentation ont ensuite été lancées en France, constituant ainsi un réseau.

## Histoire
La première librairie « Momie Folie » est lancée dans un petit local de 30 m2 en 1985 à Grenoble par deux passionnés des bandes dessinées, Patrick Corbet et Christophe Salomon, scénariste et dessinateur de bande dessinée connu sous le pseudonyme de Cric (décédé en juin 2020) Rejoints en 2003 par Gregory Gabriel, le réseau de l'enseigne spécialisée s'étend ensuite vers d'autres villes françaises. 

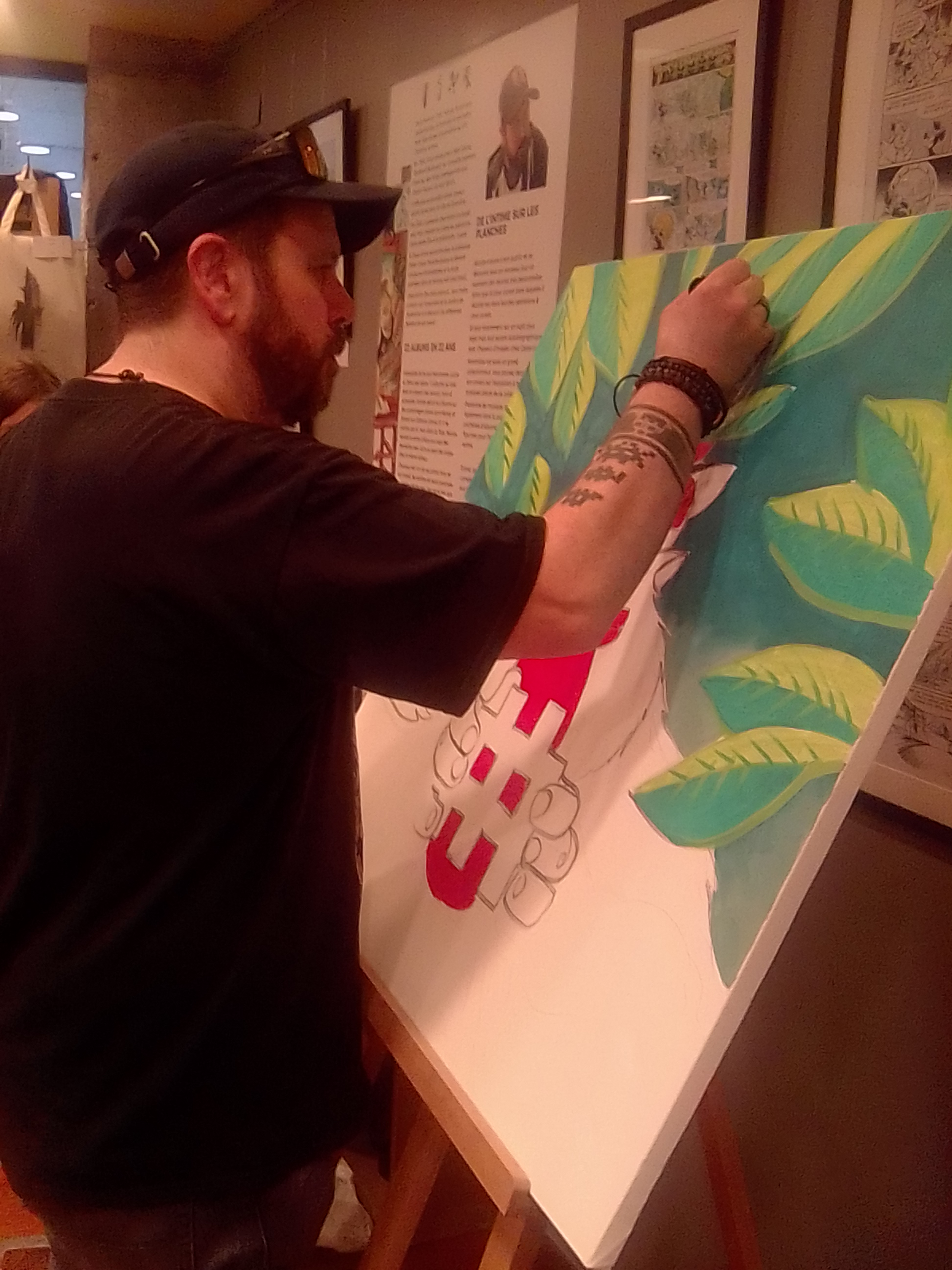
Nicolas Keramidas en performance de live painting dans la galerie d'art Momie à Grenoble en 2023.

En 2013, « Momie Folie » (qui devient ensuite tout simplement « Momie ») s'étend et présente une nouvelle boutique spécialisée de comics, mangas et de BD classique,  installée dans la rue Lafayette située dans la zone piétonne et commerciale de la ville,. Durant d'une interview accordé à un site spécialisé dans la librairie, Patrick Corbet explique: 
« J'avais 20 ans et une formation de cuistot, lui (Christophe Salomon) en avait 21 et un bac+2. On a ouvert cette librairie avec l'espoir d'en vivre, mais sans y croire vraiment [...]  après « 18 années à tirer le diable par la queue dans 30 m2 » qu'un troisième complice, Grégory Gabriel, investit dans l'affaire et permet un agrandissement, puis un développement »
En 2022, une boutique spécialisée dans les mangas est ouverte dans la Grande rue et une galerie d'art est installée tout près de la boutique de la rue Lafayette. La première véritable exposition consacrée à un auteur est celle du dessinateur Alfred, fils de l'acteur grenoblois Serge Papagalli.
L'enseigne lyonnaise est créée à Lyon en 2005. Depuis 2021, Momie Lyon a ouvert trois nouvelles boutiques adjacentes dénommée Momie kids (jeunesse), Momie manga et Momie comics. En 2021, Momie est un réseau de 12 millions d'euros de chiffre d'affaires présent dans dix villes, dont Clermont-Ferrand, Dijon, Metz, Annecy, Chambéry puis Paris, ville dans laquelle Momie a racheté la boutique d'une de ses enseignes concurrentes, dénommée Album Comics.

## Activités
Exclusivement tournées vers la bande dessinée, Les librairies Momies, organisées en réseau, sont spécialisées en BD, Comics et Mangas et présentent des espaces séparés, voire des sites entièrement consacrés à chaque type de bande dessinée. L'existence de nombreuses espaces de vente physique est associé à un service de vente de bandes dessinées à distance par internet qui représente 20% du taux global de distribution.
Ce type de librairie est depuis quelques années, en pleine expansion, Une étude, réalisée par le centre national du livre en mars 2019, évoque une forte hausse de la fréquentation des librairies spécialisées, depuis trois ans, particulièrement dans la tranche d'âge des lecteurs 15-24 ans pour le manga et les comics.